# 巴慰祖

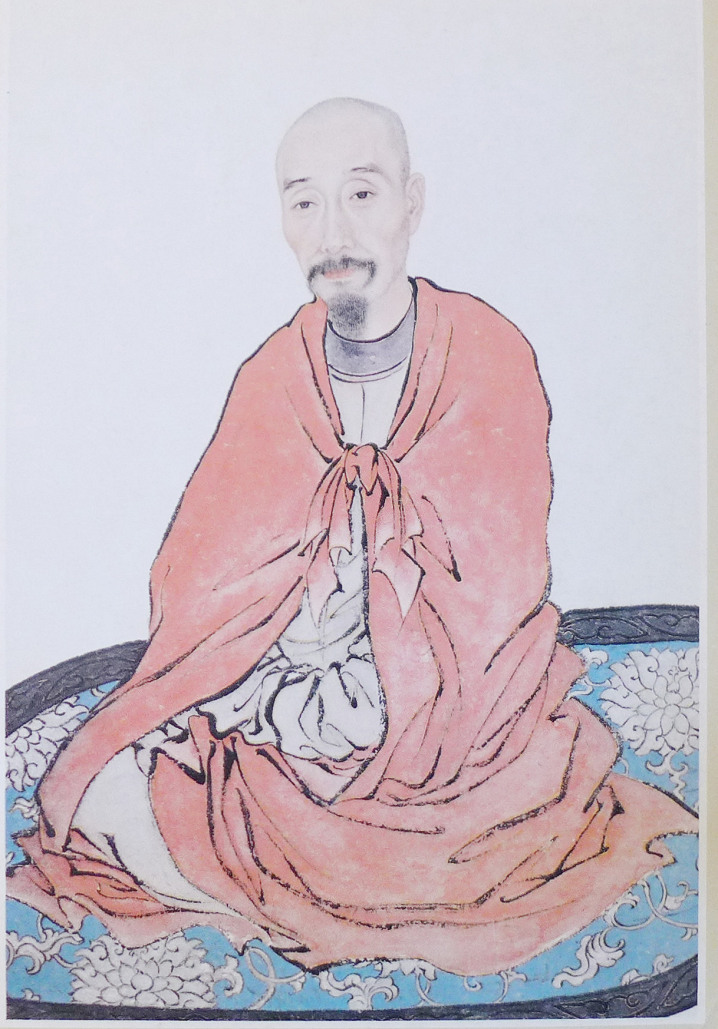
肖像　閔貞　作

巴 慰祖（は いそ、1743年 - 1793年）は、中国清朝中期の篆刻家・書画家である。新安印派の程邃・汪肇龍・胡唐らと「歙四家」と称揚される。
字は予藉・子安、号は雋堂・晋堂・連舫。徽州府歙県の人。

## 略伝
程邃の印法を継承しながら、朱簡の刀法に強く影響され、「渋刀」を多用した。門弟に外甥の胡唐や子の巴樹穀や巴樹烜がいる。書籍や器物の収蔵家としても知られる。
『董巴胡王会刻印譜』は当初、巴慰祖の他に董洵・王振声・胡唐の印譜と思われたが、実際にはすべて巴慰祖の作品であることが濃厚である。

## 著書
- 『四香堂摹印』（『集古印譜』の模刻）
- 『董巴胡王会刻印譜』